# بابا دي
بابا دي (بالسويدية: Papa Dee)‏ هو موسيقي ومغني سويدي، ولد في 13 يوليو 1966 في غوتنبرغ في السويد.

## وصلات خارجية
- بابا دي على موقع IMDb (الإنجليزية)
- بابا دي على موقع روتن توميتوز (الإنجليزية)
- بابا دي على موقع ميوزك برينز (الإنجليزية)
- بابا دي على موقع قاعدة بيانات الأفلام السويدية (السويدية)
- بابا دي على موقع أول ميوزيك (الإنجليزية)
- بابا دي على موقع ديسكوغز (الإنجليزية)
- بابا دي على موقع قاعدة بيانات الفيلم (الإنجليزية)